# 大日本帝国憲法第18条
大日本帝国憲法第18条（だいにほん/だいにっぽん ていこくけんぽう だい18じょう）は、大日本帝国憲法第2章にある。日本国籍の要件については法律に委任する旨の規定である。

## 現代風の表記
日本臣民であるための要件は、法律の定めるところによる。